# إي بوريتاني
إي بوريتاني أو (المتشددون) هي عمل أوبرالي لفينشنزو بيليني يعود لعام 1835. كتب العمل في الأصل على شكل فصلين ثم عدّل لاحقًا إلى ثلاثة فصول بناءً على نصيحة جواكينو روسيني، الذي أصبح صديقًا لبيليني بعدها. تولى كتابة النصوص الموسيقية (ليبريتو) الكونت كارلو بيبولي، وهو شاعر مهاجر إيطالي التقى بيليني في الصالون الأدبي الذي تديره الأميرة بيلغيوسو، والذي أصبح مكانًا للقاء العديد من المتمردين الإيطاليين. تستند الأوبرا إلى مسرحية ذوي الرؤوس المستديرة والفرسان، وهي مسرحية تاريخية كتبها جاك فرانسوا أنسيلوت وجوزيف كزافييه سانتين، وتدور أحداثها خلال الحرب الأهلية الإنجليزية، ترجع مصادر أخرى أصل العمل إلى رواية الوفيات القديمة لوالتر سكوت عام 1816. بينما ينفي البعض وجود صلة بينهما. 
وصل بيليني إلى باريس في منتصف أغسطس من عام 1833، كان ينوي البقاء لمدة ثلاثة أسابيع فقط، تابع خلال زيارته المفاوضات مع أوبرا باريس والتي كانت قد بدأت أثناء سفره إلى لندن قبل بضعة أشهر. لم تسفر هذه المفاوضات عن نتائج، وقرر قضاء الشتاء في باريس مع حلول شهر أكتوبر وبعد أن أعلن المسرح الإيطالي تقديم كل من مسرحية القرصان، ومسرحية إي كابوليتي إي مونتاكي خلال ذلك الموسم. تلقى عرضًا من المسرح في يناير 1834؛ وافق على العرض لعدة أسباب أولها هو العائد المادي الذي كان أعلى من ما يتلقاه في إيطاليا حتى ذلك الحين، ثانيًا بسبب الفرقة الموسيقية الرائعة؛ وأخيرًا للبقاء في باريس. 

شعر بيليني بمدى كمال الأوبرا وجماليتها في الفترة السابقة لعرضه الأول والتي استمرت من شهر أبريل وحتى شهر يناير التالي. بعد العرض الأول، أبلغ بيليني صديقه فرانشيسكو فلوريمو في نابولي:
لقد ذهل الفرنسيون. وانتشرت الضوضاء والصيحات في كل الأرجاء باختصار، لقد تحول العرض من حدث متواضع إلى حدث ضجت به شوارع باريس.
كان من المقرر أن يكون هذا العمل آخر عمل لبيليني. توفي في سبتمبر 1835 عن عمر يناهز 33 عامًا.

## تاريخ التأليف

### البحث عن كاتب أوبرا مناسب
اندمج بيليني بسرعة مع عالم الصالونات الأدبية الحديثة في باريس، بما في ذلك تلك التي تديرها الأميرة ببلغيوسيو التي التقى بها في ميلانو، وغيرها من الكتاب الشهيرين. تضمنت الشخصيات الموسيقية التي كان من المفترض أن يلتقيها العديد من الإيطاليين مثل ميشيل كارافا، ولويجي تشيروبيني. كان نشاط بيليني الموسيقي محدودًا للغاية بعد عام 1833. 
وقع عقدًا جديدًا مع المسرح الإيطالي في يناير 1834، تضمن العقد تقديم عرض أوبرا جديدة في نهاية ذلك العام. بدأ بيليني رحلة البحث عن موضوع مناسب لعرضه بمجرد توقيع العقد، أعرب عن شعوره بالإحباط في رسالة منه إلى فلوريمو بتاريخ 11 مارس 1834، وقد جاء فيها: «أنا على وشك أن أفقد عقلي بسبب حبكة أوبرا باريس، يبدو أنه من المستحيل العثور على موضوع يناسب أفكاري ويلاءم المسرح». 
تحدث في الرسالة نفسها عن تعاونه مع المهاجر الإيطالي، الكونت بيبولي، الذي كان جديدًا في كتابة النصوص الأوبرالية. كتب رسالة جديدة إلى فيرليتو في 11 أبريل، وطمأنه عن وضعه وعن الموضوع الذي اختاره لعرضه؛ تعود فكرة العرض إلى زمن كرومفيلو بعد أن قطع رأس ملك إنجلترا تشارلز الأول. يعود مصدر النص إلى مسرحية سابقة عرضت في باريس قبل ستة أشهر في سبتمبر 1833. 

### العمل مع بيبولي
قدم بيليني في رسالته إلى فيرليتو في 11 أبريل ملخصًا للعمل، تضمنت ذكرًا للموسيقيين المفضلين لديه وهم، جوليا غريسي، ولويجي لابلاش، وجيوفاني باتيستا روبيني، وأنطونيو تامبوريني، واعتبرهم جميعًا متاحين للأدوار الرئيسية، وحدد 15 أبريل موعدًا لبداية كتابته الموسيقية. قبل بدء التعاون مع بيبولي بشكل عام، حضر بيليني سيناريو جديد من تسعة وثلاثين مشهدًا (اختصر فيها المسرحية الأصلية بطريقة يمكن التحكم فيها)، وقلل عدد الشخصيات من تسع إلى سبع ومنحهم أسماء إيطاليّة أكثر تميزًا. 
علق لفلوريمو على كتابة النص من قبل بيبولي، واعتبر الاحتفاظ به مرهقًا كونه يفتقر إلى الكثير من التدريب. شكلت عملية الإشراف على كتابة النص المكتوب تحديًا بالنسبة لبيليني، عانى خلال هذه الفترة من المرض أيضًا. أعاد تعليق ويليام ويفر توازنًا إلى الموقف، وذكر مقدار الدعم الذي يمكن أن يقدمه بيليني لبيبولي، وذلك من خلال تجربته المسرحية المباشرة التي اكتسبها مسبقًا في روما.
استمر العمل على إي بوريتاني التي لم يكن قد أعلن اسمها بعد، انتقل بيليني من وسط باريس، وفي أواخر الربيع كتب بيليني إلى بيبولي لتذكيره بإحضار عمله والانتهاء من مناقشة الفصل الأول، والذي سيكون شعرًا ممتعًا ورائعًا ومناسبًا للموسيقى.
أنجز تقدم كبير بحلول أواخر يونيو، كتب بيليني ردًا على أليساندرو لاناري، مدير المسارح الملكية في نابولي، وأخبره باكتمال الفصل الأول من أي بوريتاني، وأن الموعد المتوقع لانتهائه بأكمله هو بحلول سبتمبر، وأنه ولذلك الحين لن يكون لديه وقت لكتابة أوبرا جديدة. صرح بيليني أنه لا يريد التفاوض مع أي شخص حتى يحصد النجاح الذي ستحققه أوبراي.

### المنافسة المتوقعة مع دونيزيتي
بدأ تعاون بين غايتانو دونيزيتي والمسرح الإيطالي في منتصف أبريل 1834، الأمر الذي شكل قلقًا بالنسبة لبيليني معتبرًا هذا التعاون بمثابة منافسة بين العملين اللذان سيقدمان في نفس الموسم، أدرك بيليني أن هذه مؤامرة من تنسيق روسيني، وكتب رسالة طويلة من 2500 كلمة إلى فلورينو من في 11 مارس 1834، أعرب فيها عن مشاعره وإحباطه. اتضح لاحقا نجاح بيليني الباهر وتفوقه بشكل كبير على دونيزيتي الذي اعتبر عمله متواضعًا.

### اكتمال النتيجة
كتب بيليني رسالة إلى فلوريمو بحلول سبتمبر، عبر فيها عن قدرته على التنقيح والتصحيح خلال الأشهر الثلاثة المتبقية قبل التدريبات، وأخبره بمقدار سعادته بأبيات شعر بيبولي، حقق النتيجة لموافقة روسيني في منتصف ديسمبر.
أوصى روسيني بتغيير موقع ترنيمة الحرية، التي ظهرت في البداية في الفصل الأول، ولكن أدرك بيليني حينها أنها لا تصلح للعرض في إيطاليا بشكلها المكتوب. اقترح روسيني أن تكون أوبرا من ثلاثة فصول بدلًا من فصلين مع إنهاء الفصل الثاني بترنيمة سوني لا ترومبا بدلا من عرضها في منتصفه.
حافظ بيليني على صداقته مع الملحن الأكبر سنًا طوال فترة إقامته في باريس: «لطالما أحببت روسيني، ونجحت، بعد أن استطعت التعامل مع كراهية روسيني المتصورة، لم أعد خائفًا وأتمت عملي الذي أكسبني الكثير من الشرف». 
نفذت البروفات المخطط لها في أواخر ديسمبر / أوائل يناير، عرضت بروفة الثوب في 20 يناير 1835. وقد حضرها العديد من أفراد المجتمع الراقي، وجميع الفنانين العظماء، والأفراد الأكثر تميزًا في باريس، وكانوا جميعهم في غاية الحماس في المسرح.